# Tjöckön
Tjöckön är en halvö i Finland. Den ligger i Kristinestad i landskapet Österbotten, i den sydvästra delen av landet, 300 km nordväst om huvudstaden Helsingfors.